# チャロの囀り
『チャロの囀り』（チャロのさえずり）は、2024年1月20日に公開された日本映画である。末吉ノブが監督・脚本・プロデューサーなどをつとめ、劇場長編デビュー作でもある。北九州を舞台に、記憶と言語を失った青年が戸惑う女性と出会う姿を描く。

## あらすじ
チャロ（卯ノ原圭吾 役）は事故で記憶と言語をうしない、よるは牛乳配達、ひるは大学の清掃員として穏やかに暮らしている。美華（東宮綾音 役）は一見はなやかな生活を送っているが、実は借金を返済しなければならないので夜のスナックで働いている。ある夜遅く、閉店後のスナックからの帰り道、チャロは美華がヤミ金の返済を迫られる過程を見かけて、ふたりは知り合うようになる。

## キャスト

### おもな出演者
- チャロ（蒼太郎） - 卯ノ原圭吾
- 美華 - 東宮綾音
- エル - 芽衣子
- たつお - 米元信太郎
- ひより - 立仙愛理[4]

### その他の出演者
- 仲野温
- 宇佐美彩乃
- 渋江譲二
- 木村直樹
- 松本響
- アビルゲン
- 千藤あずさ
- 白水帆幹

## スタッフ
- 監督・脚本・編集・照明・プロデューサー - 末吉ノブ
- 撮影 - 齋藤工
- 撮影監督 - 浦翔也
- 美術 - 小栗陵介
- 音楽 - 山口隆志
- 特殊効果 - 赤星淳哉
- ドローンパイロット・録音 - 井筒康仁
- ドローンスーパーバイザー - 柳沢昭次
- ドローンテクニカルコーディネーター - 中村秀秋
- ヘアメイク・特殊メイク - 山部那奈
- スタイリスト - 堀ななみ
- 制作進行 - 鴨谷海周、斎藤千晃
- 宣伝 - 平木隆太